# Kongero
Kongero ist ein schwedisches Folkmusik-Quartett.
Die vier Frauen – Anna Wikenius, Emma Björling, Lotta Andersson und Sofia Hultqvist Kott – singen a cappella schwedische traditionelle und Volkslieder in eigenen Arrangements sowie Eigenkompositionen, darunter auch vertonte Gedichte und alte Lyrik.
Der Name der Gruppe ist aus einem regionalen Dialekt der Provinz Jämtland entlehnt und bedeutet Spinne.

## Geschichte
Die Gruppe der vier ausgebildeten Sängerinnen wurde 2005 an der Musikhochschule Ingelund gegründet. In den ersten Jahren trat sie nur in Schweden auf. Die erste Aufnahme Om Mikaelidagen („Am Michaelitag“) wurde 2008 veröffentlicht. Seit 2011 sind Auftritte in Finnland, Norwegen, Dänemark, Deutschland (u. a. bei der folkBALTICA 2012) und Österreich dazugekommen. Zudem erschien im Oktober 2011 das zweite Album Bakvändä världen. Das nachfolgende Werk mit dem nur beschreibenden Titel no.3 ist im Juni 2014 herausgekommen.

Aus privaten Gründen ist Lovisa Liljeberg im Jahr 2016 aus der Gruppe ausgeschieden. An ihre Stelle trat am 13. Oktober 2016 Anna Larsson als neue Sängerin. In dieser Besetzung wurde im Februar 2017 das neue Album Kom („Komm“) aufgenommen und im Frühsommer veröffentlicht. Aus der Zusammenarbeit mit der instrumentalen Folk-Band Massivet entstand 2018 Vaerla Vaken. Während der Kanada-Tournee im Jahre 2019 wurden Mitschnitte angefertigt, aus denen die im Jahre 2021 erschienene CD Live in Longueuil hervorging. Im gleichen Jahr änderte sich die Besetzung der Gruppe, als Anna Larsson aus persönlichen Gründen ausschied. Für sie kam Sofia Hultqvist Kott in das Quartett.
Die zahlreichen für das 15-jährige Jubiläum geplanten Gastspiele und Feierlichkeiten sind fast ausnahmslos der CoVid-Pandemie zum Opfer gefallen (abgesagt worden) und werden teils bis heute nachgeholt.

## Diskografie
- 2008: Om Mikaelidagen
- 2011: Bakvändä världen
- 2014: no.3
- 2017: Kom
- 2018: Vaerla Vaken (Zusammenarbeit mit Massivet)
- 2021: Live in Longueuil (aufgenommen 2019 in Quebec)